# Siamodracon altispinus
Siamodracon altispinus  es la única una especie conocida del género dudoso  extinto Siamodracon  de dinosaurio ornitisquio estegosáurido que vivió a finales del período Jurásico, hace 145 millones de años, durante el Titoniense, en lo que es hoy Asia. El nombre de este género fue registrado en el Official Registration of Zoological Nomenclature, registro oficial de nomenclatura zoológica, en inglés, o Zoobank, un requisito para su validez. Según Galton y Carpenter en 2016, no cumplía con los requisitos del Código Internacional de Nomenclatura Zoológica y, por lo tanto, debería considerarse inválida. Es conocido a partir de una sola vértebra dorsal encontrada en la Formación Phu Kradung de Tailandia. El holotipo se cataloga como KPS2-1 y fue encontrado en Ban Khok Sanam, Provincia de Kalasin, noreste de Tailandia. Es el primer estegosáurio del sudeste asiático